# N. W. Damm & Søn
Pour les articles homonymes, voir Damm (homonymie).
N. W. Damm & Søn est une maison d'édition norvégienne fondée en 1843 et disparue en 2007.
L'entreprise est fondée le 4 décembre 1843 par Niels Wilhelm Damm ; elle prend son nom définitif, N. W. Damm & Søn (« N. W. Damm et fils »), lorsque le fils de Nils, Harald Christian Damm, devient son associé. À partir de 1878, Harald Christian Damm devient le seul propriétaire de N. W. Damm & Søn ; par la suite, il transmet à son tour la maison d'édition à son fils,  Arne Damm. En dehors de ses activités principales d'édition, N. W. Damm & Søn possède des librairies de livres neufs et d'occasion ; la librairie d'occasion est vendue dans les années 1960 et l'autre librairie ferme en 1972. En 1984, l'entreprise familiale est vendue au groupe de médias suédois Egmont. En 2007, N. W. Damm & Søn fusionne avec un autre éditeur norvégien, J. W. Cappelens forlag, au sein d'une nouvelle entreprise, Cappelen Damm.